# Edmond Nocard
 (août 2025).
Si vous disposez d'ouvrages ou d'articles de référence ou si vous connaissez des sites web de qualité traitant du thème abordé ici, merci de compléter l'article en donnant les références utiles à sa vérifiabilité et en les liant à la section « Notes et références ».
Edmond Isidore Étienne Nocard, né le 29 janvier 1850 à Provins (Seine-et-Marne) et mort le 2 août 1903 en son domicile à Saint-Maurice (Val-de-Marne), est un vétérinaire et microbiologiste français. 

## Biographie

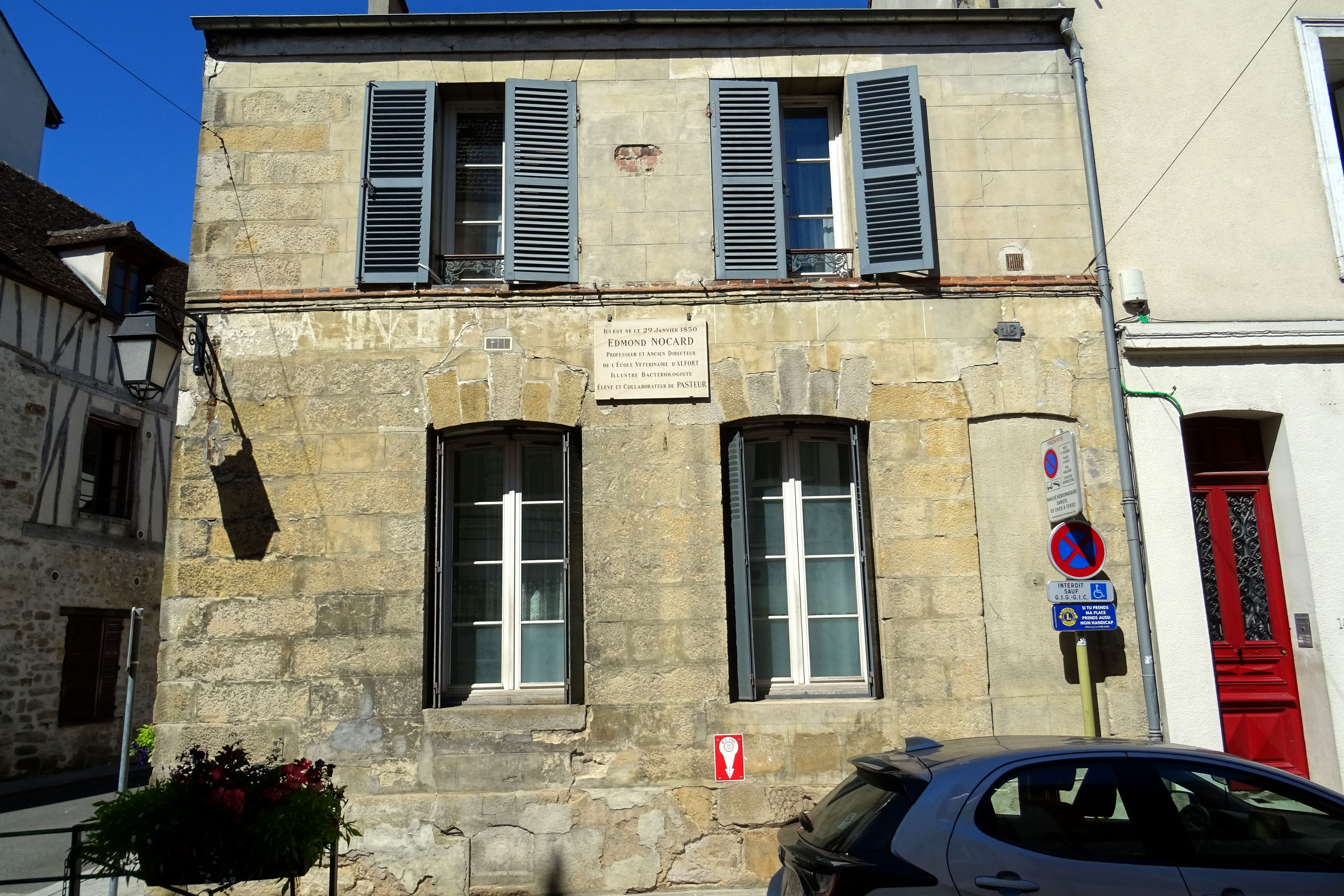
Maison natale d'Edmond Nocard à Provins, dans la rue qui porte son nom.

Edmond Isidore Étienne Nocard est le fils de Charles Étienne Nocard  et de Catherine Désirée Notot.
Il rentre à l'École nationale vétérinaire d'Alfort pour étudier la médecine vétérinaire en 1868. Engagé volontaire en 1870 au 5e régiment de lanciers et immatriculé sous le no 2003 à Melun le 8 septembre 1870, il est autorisé à poursuivre ses études d'élève vétérinaire à l'école vétérinaire d'Alfort où il réside. Mis en disponibilité par décision ministérielle du 20 octobre 1869, il est rappelé le 8 août 1871 (archives de Seine-et-Marne). Il finit ses études en 1873. 
De 1873 à 1878, il dirige le service clinique de cette école, travaillant avec le Dr Du Mesnil. En 1876, il est chargé de créer une nouvelle revue, Les Archives Vétérinaires, où il publie un grand nombre d'articles scientifiques concernant la médecine, la chirurgie, l'hygiène et la jurisprudence. En 1878, il est reçu dans un concours public comme professeur de médecine vétérinaire clinique et chirurgicale à l'École Vétérinaire. Parmi ses anciens élèves, dont beaucoup deviennent célèbres, on trouve Camille Guérin, le codécouvreur du Bacille de Calmette et Guérin (BCG).

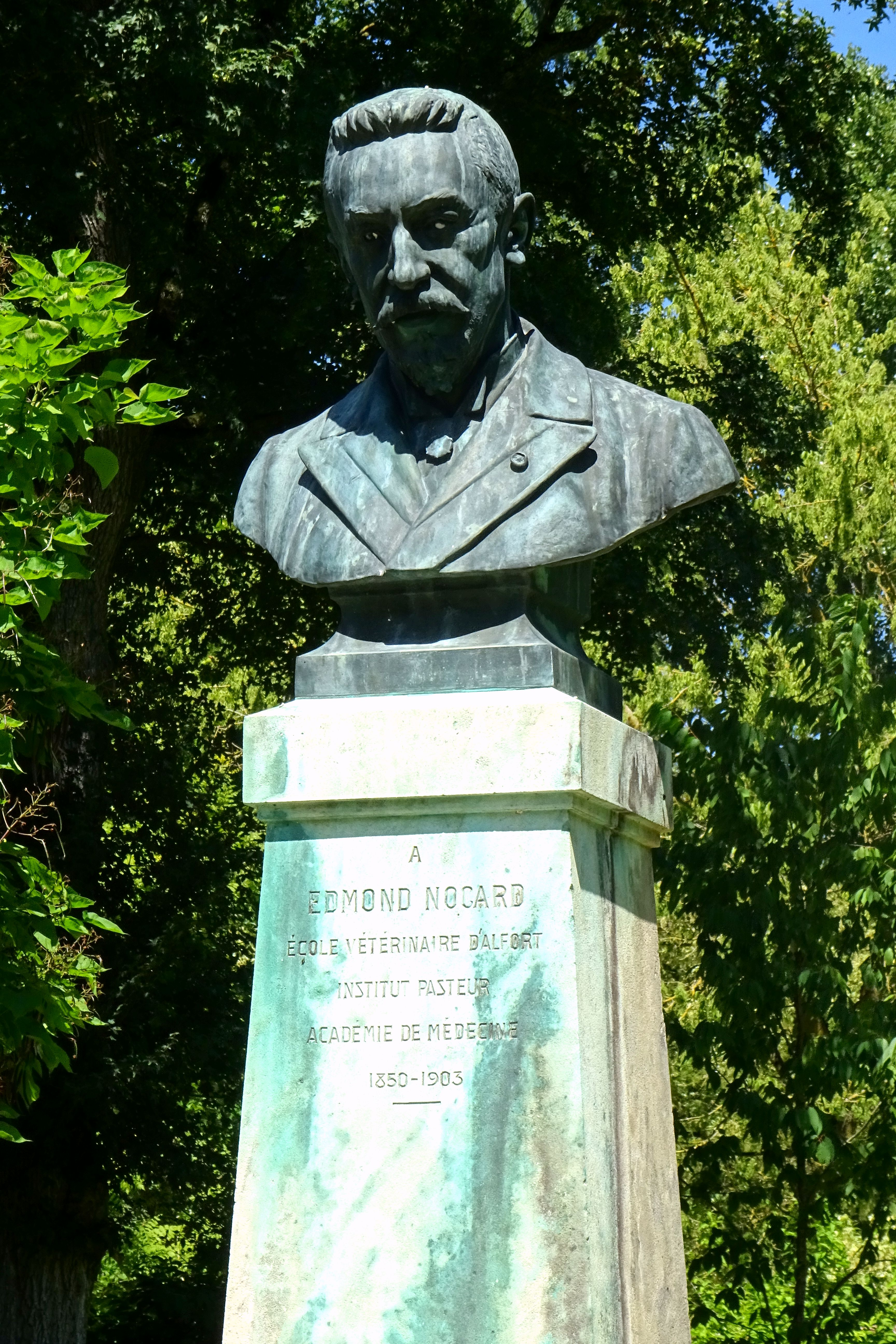
Buste d'Edmond Nocard, au jardin Victor-Garnier à Provins.

En 1880, il entre comme assistant au laboratoire de Pasteur à Paris. Il y aide Pasteur et Roux dans leurs expériences de vaccination d'animaux contre le charbon à Pouilly-le-Fort, inspiré par la découverte d'Henry Toussaint. En 1883, il se rend en Égypte avec Roux, Straus et Thuillier, pour y étudier une épidémie de choléra, sans parvenir à isoler le germe responsable de la maladie. Il revient la même année à Maisons-Alfort où il crée un laboratoire de recherches bien équipé, en liaison étroite avec Pasteur. Pendant les trois années qui suivient, il donne la preuve de sa grande compétence du travail de laboratoire dans la nouvelle science qu'est la bactériologie, en mettant au point un certain nombre de nouvelles techniques, comme des méthodes pour séparer le sérum du sang, de nouveaux milieux de culture pour le bacille de la tuberculose, l'introduction de l'anesthésie pour les grands animaux au moyen de l'hydrate de chloral par voie intraveineuse, et également des techniques permettant de lutter contre le tétanos.
Ses réalisations scientifiques et théoriques sont récompensées, en 1887, par le titre de directeur de l'École et la chaire des maladies infectieuses ; en 1888, on l'invite à devenir membre du premier comité de rédaction des Annales de l'Institut Pasteur. En 1895, il devient membre à part entière de l'Institut Pasteur. De 1892 à 1896, par une série de communications, de conférences, de brochures et de démonstrations, il s’efforce de convaincre les médecins et le grand public que l'utilisation de la tuberculine de Robert Koch pourrait servir de base à la prévention de la tuberculose bovine. Il publie La Tuberculose Bovine : ses Dangers, ses Rapports avec la tuberculose humaine classique.
La principale contribution de Nocard à la médecine est la découverte de l'espèce de bactéries qui fut appelée en son honneur Nocardia. Elle provoque la nocardiose, maladie qui se manifeste surtout chez des animaux économiquement importants, comme chez les bovins sous la forme du farcin, pour lequel il découvre la première variété de Nocardia, appelée par lui au début Streptothrix farcinica. Nocardia peut aussi provoquer des maladies chez les humains, particulièrement chez les patients immunodéprimés, comme les sidéens.
Dans le domaine de la pathologie vétérinaire, il découvre l'agent pathogène responsable de la mammite enzootique, Streptococcus agalactiae. Il découvre aussi le microbe qui provoque la péripneumonie bovine et il étudie la psittacose.
Sa tombe se trouve au cimetière de Saint-Maurice.

## Hommages

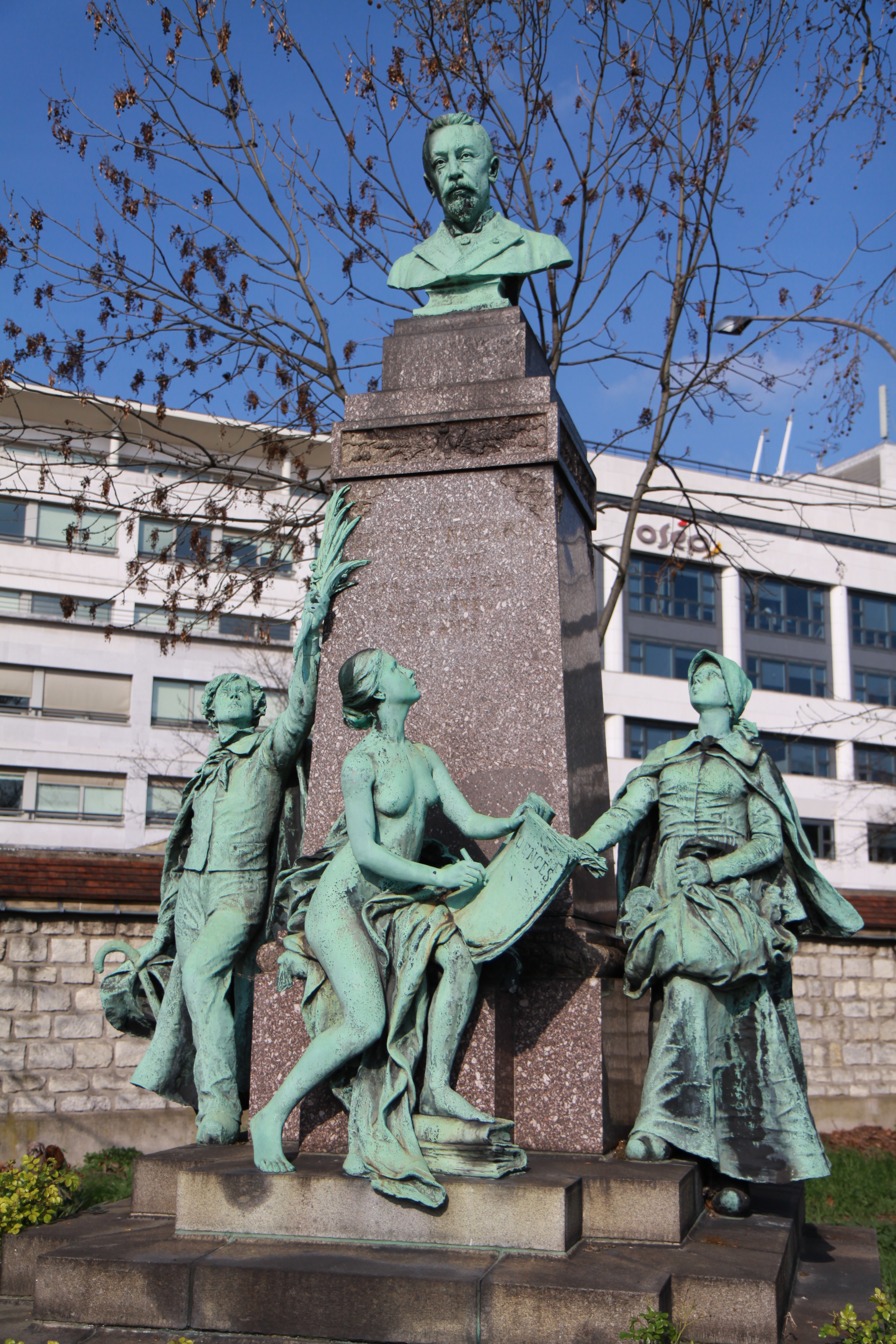
Buste d'Edmond Nocard dans l'enceinte de l'école vétérinaire à Maisons-Alfort.

Il existe une plusieurs voies nommées d'après lui : 
- rue Edmond-Nocard à Provins (Seine-et-Marne), sa ville natale ;
- rue Nocard à Paris dans le quartier de Grenelle du 15e arrondissement ;
- rue Edmond-Nocard à Maisons Alfort, où se trouve l'école vétérinaire ;
- rue Edmond-Nocardà Saint-Maurice (Val-de-Marne), où il est décédé.

Un collège porte également son nom à Saint-Maurice. 
La promotion 1985-1989 de l’École Nationale Vétérinaire de Nantes, ainsi que la promotion 2007-2012 de l'École Nationale Vétérinaire d'Alfort ont été baptisées de son nom.
Un genre bactérien a été dénommé Nocardia en son honneur après la découverte du farcin du bœuf. Une autre Nocardia provoque une maladie humaine, la nocardiose.

## Œuvres et publications
- Exposé des titres et travaux scientifiques, A. Parent, A. Davy (Paris), 1886, Texte intégral.
- Durée de la conservation de la bactéridie dans le sang des viandes charbonneuses, [Réponse du Dr E. Nocard à une note de M. Canal, inspecteur de la boucherie de Paris.], : impr. de Vve Renou et Maulde (Paris), 1886.
- Notes sur l'actinomycose des animaux, impr. de A. Maulde (Paris) , 1892.
- Les Tuberculoses animales, leurs rapports avec la tuberculose humaine, G. Masson (Paris), 1895.

En collaboration
- avec Emmanuel Leclainche: «Épizooties», in: Encyclopédie d'hygiène et de médecine publique. Tome deuxième: "Hygiène générale, hygiène alimentaire",  directeur Dr Jules Rochard,  Lecrosnier et Babé (Paris), 1890, p. 65-206, lire en ligne sur Gallica.